# Parti de l'indépendance (Palestine)
Pour les articles homonymes, voir Parti de l'indépendance.

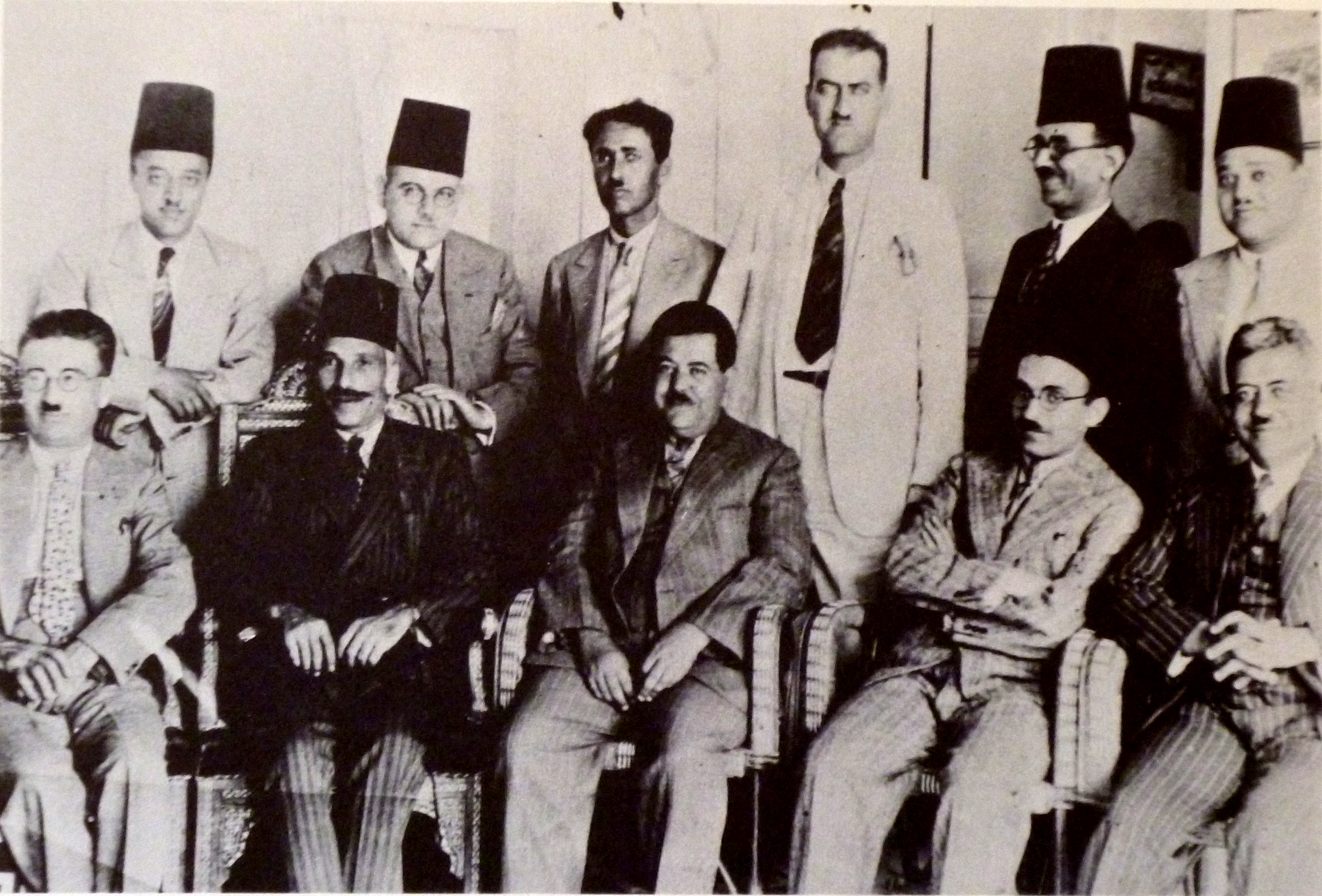
Membres du Parti de l'Indépendance (Hizb al-Istiqlal) vers 1932

Le Parti de l'Indépendance (Hizb al-Istiqlal), également appelé Parti Istiqlal est un parti arabe palestinien nationaliste créé le 13 août 1932 en Palestine mandataire.

## Historique
La création de ce parti marque une étape dans la volonté arabe palestinienne de s'opposer au projet sioniste et au soutien apporté par les autorités mandataires britanniques à ce dernier. Le leader du parti, Awni Abd al-Hadi, était le secrétaire général et un des fondateurs du Haut Comité arabe. Les autres fondateurs du parti sont Fahmi al-Abboushi, Mohammed Izzat Darwaza, Mu'in al-Madi (en), Akram Zu'aytir, Rashid al-Hajj Ibrahim, Subhi al-Khadra (en) et Salim Salamah,. Les objectifs du parti étaient l'indépendance de tous les pays arabes à cette époque des colonies ou mandats français et britanniques. Concernant la Palestine, il estimait que celle-ci faisait historiquement et géographiquement partie de la Grande Syrie. Le parti ne disposait pas de beaucoup d'adhérents mais al-Hadi, en tant qu'ancien secrétaire personnel du roi Fayçal Ier d'Irak à Damas entre 1918 et 1920 disposait d'un large réseau de relations au sein des leaders principaux du monde arabe.
Pendant la Grande Révolte arabe de 1936-1939, le parti appela à un boycott du même type que celui organisé par le Congrès national indien contre les autorités coloniales britanniques. Le parti fut interdit par les Britanniques en octobre 1937 quand ils s'attaquèrent aux instances politiques palestiniennes. Al-Hadi, qui était à l'étranger au moment des événements, ne fut pas autorisé à rentrer. Il fit toutefois partie de la délégation palestinienne qui participa à la conférence de Londres de 1939 à l'issue de laquelle les Britanniques promulguèrent leur Livre blanc annonçant l'indépendance de la Palestine dans un délai de 10 ans.